# 国際連合アフリカ連合ダルフール派遣団
国際連合アフリカ連合ダルフール派遣団（こくさいれんごうアフリカれんごうダルフールはけんだん African Union / United Nations Hybrid Operation in Darfur,UNAMID）は国際連合とアフリカ連合が共同で行なっていた平和維持活動。ダルフール紛争に伴うものであり、2007年7月31日の国際連合安全保障理事会決議1769に基づき設立された。アフリカ連合ダルフール派遣団(AMIS)を引き継ぐものである。2020年12月31日に活動を終了した。

## 概要
ダルフール紛争においては2004年よりアフリカ連合による平和維持軍であるAMISが派遣されていた。AMISは7,000名以上の規模となったが、実効的な成果は少なかった。2006年には国際連合安全保障理事会決議1706により、国際連合スーダン派遣団(UNMIS)をダルフールにも展開することが決議されたが、スーダンの反対により展開はなされなかった。2007年には資金面の問題によりAMISの活動が困難になりつつあり、アフリカ連合は国際社会に支援を求めた。アフリカ連合とスーダンに影響力を持つ中華人民共和国の主導により、2007年7月31日に安保理決議1769が採択され、国連と地域機構の初合同の平和維持活動・国際連合アフリカ連合ダルフール派遣団(UNAMID)が編制されることとなった。
UNAMIDの最大規模は兵員約19,000名を含む26,000名が承認されている。2019年8月時点の規模は軍事・警察要員6155名、文民要員2620名(タッフ1947名)、国連ボランティア102名となっている。
UNAMIDの任務は、必要な人員・機材・施設を保護し、自己の要員および人道支援活動に関わる安全を確保することと、和平合意の速やかな履行を支援し、市民を保護することにあった。UNAMIDは2007年にAMISより指揮権限を委譲された。
2017年情勢回復により規模を縮小。
2020年12月22日に行われた安全保障理事会では本活動の終了を満場一致で採択（決議2559）し、UNAMIDは同年12月31日に終了した。2021年6月30日までに全ての人員が撤退する予定。